# 1463 w polityce

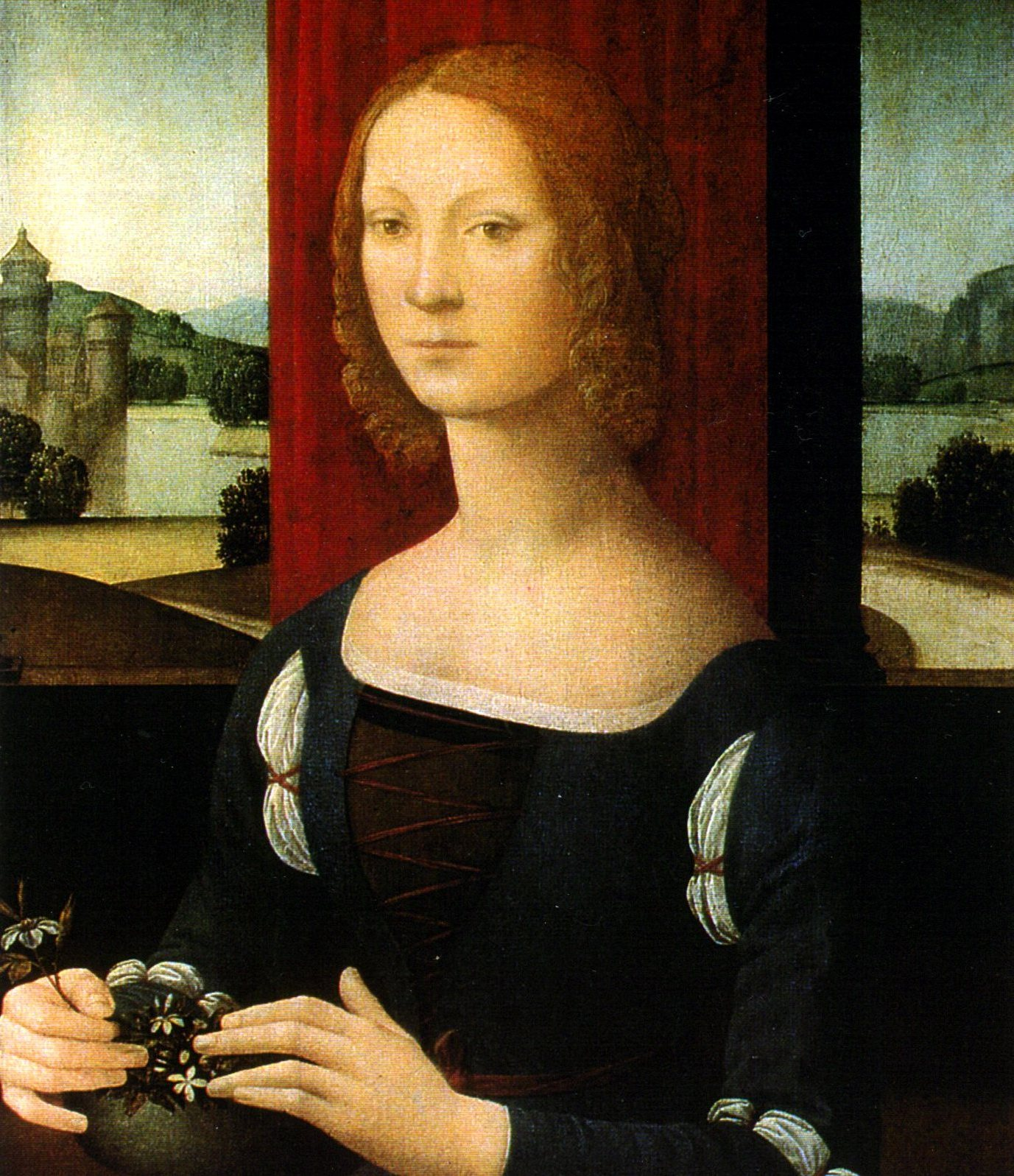
Lorenzo di Credi, Portret Katarzyny Sforzy

Wydarzenia polityczne w 1463 roku.

## Wydarzenia
- maj – wojna Dwóch Róż: Lancasterowie wspomagani przez Szkotów umacniają się w Northumberlandzie[1]
- lipiec – wojna Dwóch Róż: Yorkowie pod wodzą hrabiego Warwicka wypierają Lancasterów i ich sojuszników do Szkocji[1]
- 8 października – rozejm w Hesdin pomiędzy Anglią, Francją, Bretanią i Burgundią pozbawia Lancasterów poparcia w Europie[2].
- grudzień – wojna Dwóch Róż: rozejm pomiędzy Anglią a Szkocją pozbawia Lancasterów bazy wypadowej w Szkocji[2].
- grudzień – wojna Dwóch Róż: Yorkowie pacyfikują zwolenników Lancasterów w Walii i Lancashire[2].
- Piotr Portugalski zostaje królem Aragonii.
- początek wojny wenecko-tureckiej (1463-1479).

## Urodzili się
- Katarzyna Sforza, włoska arystokratka.
- 17 stycznia – Fryderyk Mądry, książę saski z dynastii Wettynów, protektor Marcina Lutra.

## Zmarli
- Dawid II Wielki Komnen, ostatni cesarz Trapezuntu.
- Stefan Tomaszević Kotromanić, król Bośni, stracony na rozkaz sułtana tureckiego.
- 15 listopada – Giovanni Antonio Del Balzo Orsini, książę Tarentu.
- 18 listopada – Jan IV, książę Bawarii.